# Золотополосый нитепёрый снэппер
Золотополосый нитепёрый снэппер (лат. Pristipomoides multidens) — вид лучепёрых рыб семейства луциановых (Lutjanidae). Распространены в Индо-Тихоокеанской области. Максимальная длина тела 90 см.

## Описание
Тело удлинённое, несколько сжато с боков, относительно высокое; высота тела на уровне начала спинного плавника укладывается 3,0—3,1 раз в стандартную длину тела. Окончание верхней челюсти доходит до вертикали, проходящей через середину глаза. На обеих челюстях зубы в передней части немного увеличенные, конической формы; а внутренние зубы ворсинчатые. В передней части челюстей 2—3 пары клыковидных зубов. Есть зубы на сошнике и нёбе. На сошнике зубы расположены в виде пятна треугольной формы. Язык без зубов. Межглазничное пространство плоское. На первой жаберной дуге 20—25 жаберных тычинок, из них на верхней части 6—8, а на нижней 13—15. Один спинной плавник с 10 жёсткими и 11 мягкими лучами. В анальном плавнике 3 жёстких и 8 мягких лучей. Жёсткая и мягкая части плавника не разделены выемкой. Последний мягкий луч спинного и анального плавников сильно удлинённый, заметно длиннее остальных лучей. На верхней челюсти, мембранах спинного и анального плавников нет чешуи. Есть чешуя на жаберной крышке. Грудные плавники длинные с 15—16 мягкими лучами, их окончания доходят до анального отверстия. Хвостовой плавник серпообразный. В боковой линии от 48 до 52 чешуек. Ряды чешуи на спине идут параллельно боковой линии.
Тело желтовато-розовое, по бокам проходит 6 ломаных золотистых полосок. Рыло и щёки с двумя золотистыми полосками с синими краями (после консервации полосы становятся коричневыми). По верху головы проходят несколько поперечных червеобразных полосок коричневато-жёлтого цвета. Спинной плавник с жёлтыми полосами или рядами пятен.
Максимальная длина тела 90 см, обычно до 70 см.

## Биология
Морские бентопелагические рыбы. Обитают у скалистых рифов на глубине от 40 до 245 м. В состав рациона входят мелкие рыбы, креветки, крабы, кальмары, гастроподы, ротоногие, пелагические оболочники.
Максимальная продолжительность жизни 30 лет.
Впервые созревают при длине тела 31—40 см в возрасте 3—4 года. В Южно-Китайском море нерестятся с мая до августа. У берегов Самоа и Новых Гебрид нерест наблюдается круглогодично с пиком в декабре — январе. Плодовитость от 296 тысяч до 2,8 млн икринок.

## Ареал
Широко распространены в Индо-Тихоокеанской области от Красного и Аравийского морей, вдоль восточного побережья Африки и до юга Японии и Австралии.

## Взаимодействие с человеком
В некоторых регионах является промысловой рыбой. Ловят ручными и донными ярусами. Реализуются в свежем виде. Международный союз охраны природы присвоил этому виду охранный статус «Вызывающий наименьшие опасения».